# Тырныауз (река)
Тырныауз (карач.-балк. Тырныаууз, кабард.-черк. Тырныауз) — река в России, протекает в Эльбрусском районе Кабардино-Балкарской Республики. Длина реки составляет 4,8 км, площадь водосборного бассейна 8,98 км².
Начинается на северном склоне горы Бидурку, течёт в общем восточном направлении. После слияния с речкой Чатбаши образует Кумыксу. В низовьях реки расположены шахты.

## Данные водного реестра
По данным государственного водного реестра России относится к Западно-Каспийскому бассейновому округу, водохозяйственный участок реки — Баксан, без реки Черек. Речной бассейн реки — реки бассейна Каспийского моря междуречья Терека и Волги.
Код объекта в государственном водном реестре — 07020000712108200004550.